# Mousseaux-sur-Seine
Mousseaux-sur-Seine és un municipi francès, situat al departament d'Yvelines i a la regió de Illa de França. L'any 2007 tenia 610 habitants.
Forma part del cantó de Bonnières-sur-Seine, del districte de Mantes-la-Jolie i de la Comunitat urbana Grand Paris Seine et Oise.

## Demografia

### Població
El 2007 la població de fet de Mousseaux-sur-Seine era de 610 persones. Hi havia 226 famílies, de les quals 44 eren unipersonals (28 homes vivint sols i 16 dones vivint soles), 95 parelles sense fills, 75 parelles amb fills i 12 famílies monoparentals amb fills.
La població ha evolucionat segons el següent gràfic:
Habitants censats

### Habitatges
El 2007 hi havia 274 habitatges, 238 eren l'habitatge principal de la família, 20 eren segones residències i 15 estaven desocupats. 265 eren cases i 5 eren apartaments. Dels 238 habitatges principals, 216 estaven ocupats pels seus propietaris, 17 estaven llogats i ocupats pels llogaters i 5 estaven cedits a títol gratuït; 1 tenia una cambra, 6 en tenien dues, 36 en tenien tres, 45 en tenien quatre i 150 en tenien cinc o més. 203 habitatges disposaven pel capbaix d'una plaça de pàrquing. A 82 habitatges hi havia un automòbil i a 143 n'hi havia dos o més.

### Piràmide de població
La piràmide de població per edats i sexe el 2009 era:
| Homes | Edats   | Dones |
| ----- | ------- | ----- |
| 0     | 95 o +  | 0     |
| 0     | 90 a 94 | 4     |
| 4     | 85 a 89 | 0     |
| 4     | 80 a 84 | 0     |
| 20    | 75 a 79 | 8     |
| 8     | 70 a 74 | 8     |
| 12    | 65 a 69 | 24    |
| 4     | 60 a 64 | 12    |
| 32    | 55 a 59 | 20    |
| 36    | 50 a 54 | 36    |
| 24    | 45 a 49 | 16    |
| 20    | 40 a 44 | 24    |
| 16    | 35 a 39 | 12    |
| 16    | 30 a 34 | 24    |
| 20    | 25 a 29 | 4     |
| 12    | 20 a 24 | 0     |
| 20    | 15 a 19 | 16    |
| 12    | 10 a 14 | 12    |
| 20    | 5 a 9   | 16    |
| 12    | 0 a 4   | 28    |

## Economia
El 2007 la població en edat de treballar era de 410 persones, 310 eren actives i 100 eren inactives. De les 310 persones actives 288 estaven ocupades (153 homes i 135 dones) i 22 estaven aturades (15 homes i 7 dones). De les 100 persones inactives 40 estaven jubilades, 38 estaven estudiant i 22 estaven classificades com a «altres inactius».

### Ingressos
El 2009 a Mousseaux-sur-Seine hi havia 240 unitats fiscals que integraven 635,5 persones, la mediana anual d'ingressos fiscals per persona era de 24.063 €.

### Activitats econòmiques
Dels 20 establiments que hi havia el 2007, 2 eren d'empreses extractives, 1 d'una empresa de fabricació d'altres productes industrials, 6 d'empreses de construcció, 4 d'empreses de comerç i reparació d'automòbils, 2 d'empreses d'hostatgeria i restauració, 1 d'una empresa d'informació i comunicació i 4 d'empreses de serveis.
Dels 6 establiments de servei als particulars que hi havia el 2009, 1 era un guixaire pintor, 1 fusteria, 2 lampisteries, 1 electricista i 1 restaurant.
L'únic establiment comercial que hi havia el 2009 era una botiga de material esportiu.

## Equipaments sanitaris i escolars
El 2009 hi havia una escola maternal.

## Poblacions més properes
El següent diagrama mostra les poblacions més properes.